# 고창 흥덕 당간지주
고창 흥덕 당간지주(高敞 興德 幢竿支柱)은 대한민국 전북특별자치도 고창군에 있는 당간지주이다. 1973년 6월 23일 전라북도의 유형문화재 제36호로 지정되었다.

## 참고 자료
- 흥덕당간지주 - 국가유산청 국가유산포털